# Paul S. Anderson
Paul S. Anderson (né le 3 février 1938) est un chimiste américain. Il a travaillé chez Merck, DuPont-Merck et Bristol-Myers Squibb.

## Jeunesse et éducation
Paul S. Anderson est né le 3 février 1938 à Concord, dans le Vermont, et grandit à Swanton, dans le Vermont. Il fréquente le lycée Highgate, puis l'Université du Vermont, où il obtient son baccalauréat en chimie en 1959. Il étudie ensuite à l'Université du New Hampshire, où il obtient son doctorat en chimie en 1963. Il accepte brièvement une bourse postdoctorale avec Jerrold Meinwald à l'Université Cornell.

## Carrière
Anderson devient chercheur principal aux laboratoires de recherche Merck, Sharp & Dohme.
En 1995, il reçoit le prix EB Hershberg de l'American Chemical Society pour ses travaux sur les substances médicinales actives,. Il reçoit aussi la médaille Perkin en 2002, le prix NAS pour la chimie au service de la société en 2003 et la médaille Priestley en 2006,.
Il est président de l'American Chemical Society en 1997,.